# Санта-Барбара (Антьокия)
Санта-Барбара (исп. Santa Bárbara) — город и муниципалитет на западе Колумбии, на территории департамента Антьокия. Входит в состав субрегиона Юго-западная Антьокия.

## История
Поселение из которого позднее вырос город было основано 17 октября 1774 года. Муниципалитет Санта-Барбара был выделен в отдельную административную единицу в 1822 году. Название города связано с именем святой великомученицы Варвары Илиопольской.

## Географическое положение

Муниципалитет Санта-Барбара

Город расположен в южной части департамента, в гористой местности Центральной Кордильеры, на расстоянии приблизительно 34 километров к югу от Медельина, административного центра департамента. Абсолютная высота — 1395 метров над уровнем моря.

Муниципалитет Санта-Барбара граничит на севере с муниципалитетом Кальдас, на северо-востоке — с муниципалитетом Монтебельо, на востоке — с муниципалитетом Абехорраль, на юго-западе — с муниципалитетом Ла-Пинтада, на западе — с муниципалитетом Фредония, на юге — с территорией департамента Кальдас. Площадь муниципалитета составляет 185 км².

## Население
По данным Национального административного департамента статистики Колумбии, совокупная численность населения города и муниципалитета в 2012 году составляла 22 556 человек.
Динамика численности населения муниципалитета по годам:
| 2005   | 2006   | 2007   | 2008   | 2009   | 2010   | 2011   | 2012   |
| ------ | ------ | ------ | ------ | ------ | ------ | ------ | ------ |
| 23 590 | 23 468 | 23 318 | 23 169 | 23 011 | 22 865 | 22 713 | 22 556 |

Согласно данным переписи 2005 года мужчины составляли 48,4 % от населения Санта-Барбары, женщины — соответственно 51,6 %. В расовом отношении белые и метисы составляли 99,8 % от населения города; негры, мулаты и райсальцы — 0,2 %.
Уровень грамотности среди всего населения составлял 86,9 %.

## Экономика
Основу экономики Санта-Барбары составляют сельскохозяйственное производство и заготовка древесины. На территории муниципалитета выращивают манго, цитрусовые, кофе, спаржу и другие культуры. Ведётся добыча руд марганца.

59,5 % от общего числа городских и муниципальных предприятий составляют предприятия торговой сферы, 28,1 % — предприятия сферы обслуживания, 12,1 % — промышленные предприятия, 0,3 % — предприятия иных отраслей экономики.